# Mandiner
Mandiner – węgierska grupa wydawnicza, w skład której wchodzi tygodnik „Mandiner” oraz portale internetowe mandiner.hu i makronóm.mandiner. Podmioty te wydawane są przez założoną w 2017 roku firmę Mandiner Press Kft i należą do Środkowoeuropejskiej Fundacji Prasy i Mediów (węg. KESMA). W wersji papierowej tygodnik ukazuje się od 12 września 2019 roku. 
Mandiner jest następcą pisma informacyjnego prowadzonego we wczesnych latach dwutysięcznych przez Fidelitas, młodzieżówkę węgierskiej partii Fidesz, która rządzi Węgrami od 2010 roku. Gazeta odwołuje się do ideologii narodowej i konserwatywno-liberalnej.
W ciągu miesiąca portal mandiner.hu odnotowuje ok. 2 mln wizyt (stan na 2020 rok). W październiku 2021 r. był 282. stroną WWW w kraju pod względem popularności (według danych Alexa Internet). 